# Antonín Hudeček
Antonín Hudeček (* 14. Januar 1872 in Loucká bei Ředhošť (Gemeinde Mšené-lázně); † 11. August 1941 in Častolovice) war ein tschechischer, post-impressionistischer Landschaftsmaler.

## Leben
Nach dem Schulabschluss im Gymnasium in Roudnici begann Antonín Hudeček 1887 ein Kunststudium an der Akademie der Schönen Künste in Prag bei Maxmilián Pirner. 1891 ging er für ein Jahr an die private Malschule von Anton Ažbe nach München.
Seine künstlerische Ausbildung in München setzte er 1892 an der Akademie der bildenden Künste, unter anderem bei Otto Seitz, fort. Im darauffolgenden Jahr ging Hudeček zurück nach Prag, um an der Akademie der Schönen Künste bei Václav Brožík, einem der bedeutendsten tschechischen Historienmaler zu arbeiten.

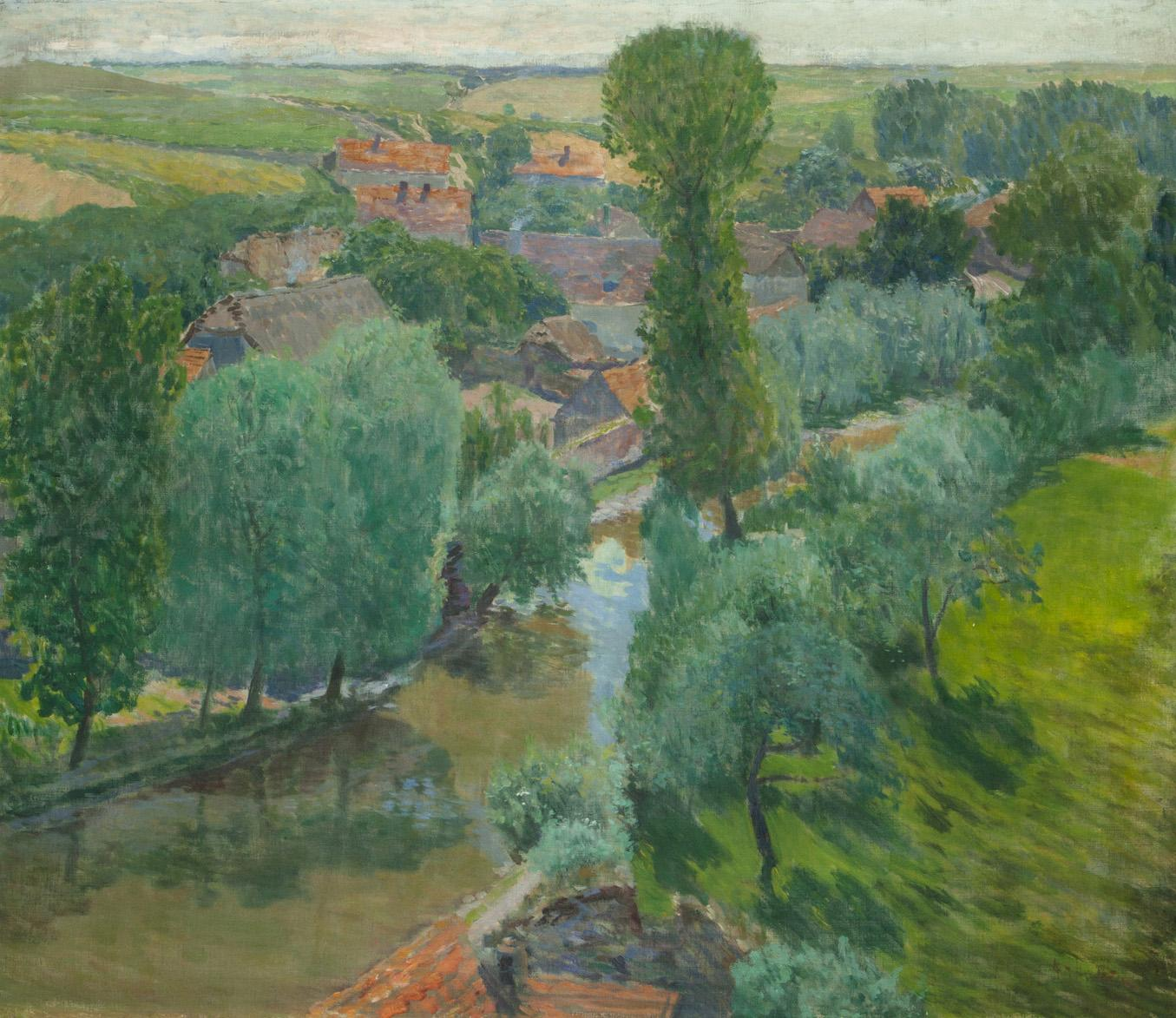
Blick auf Okoř (um 1900)

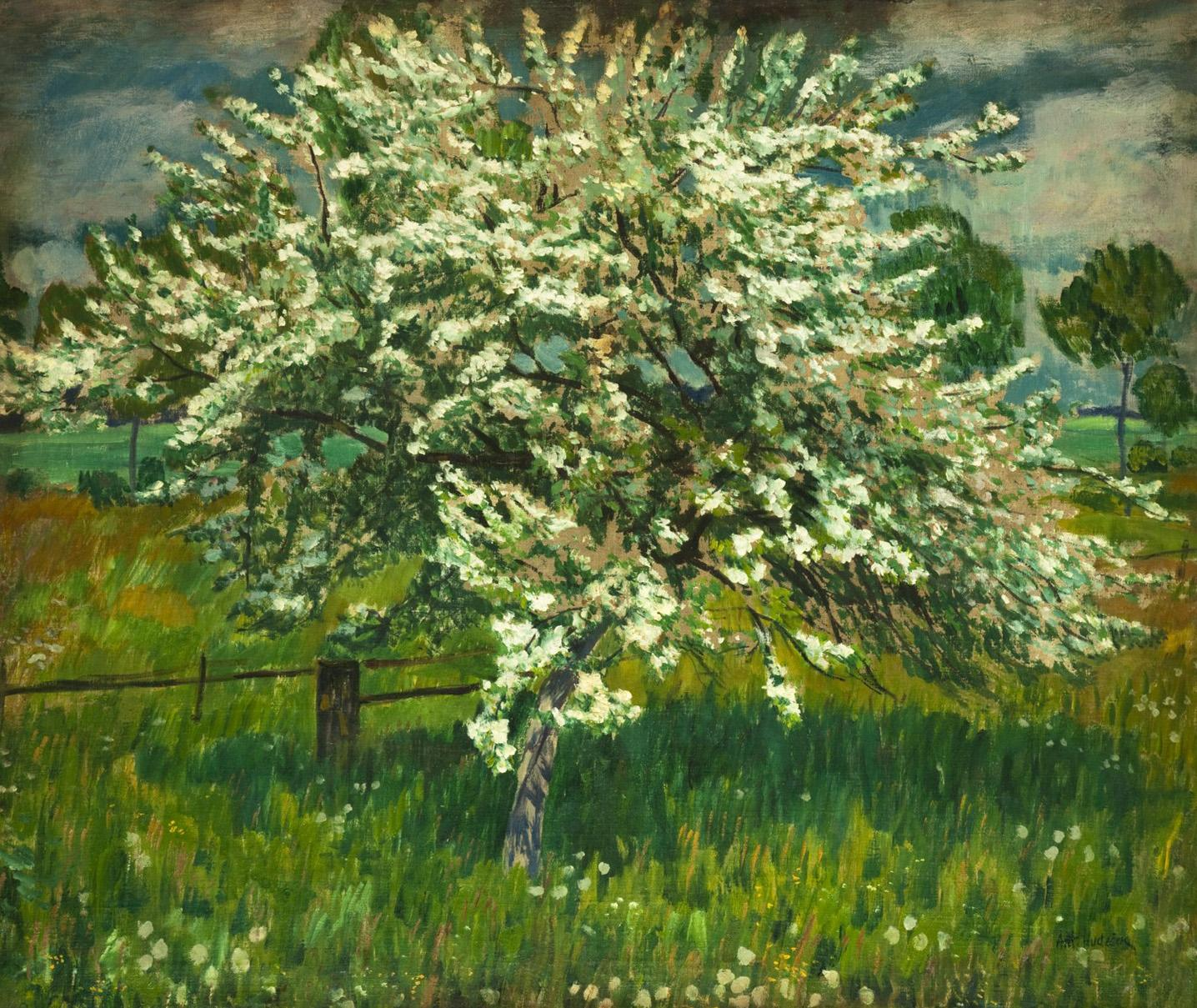
Blühender Apfelbaum

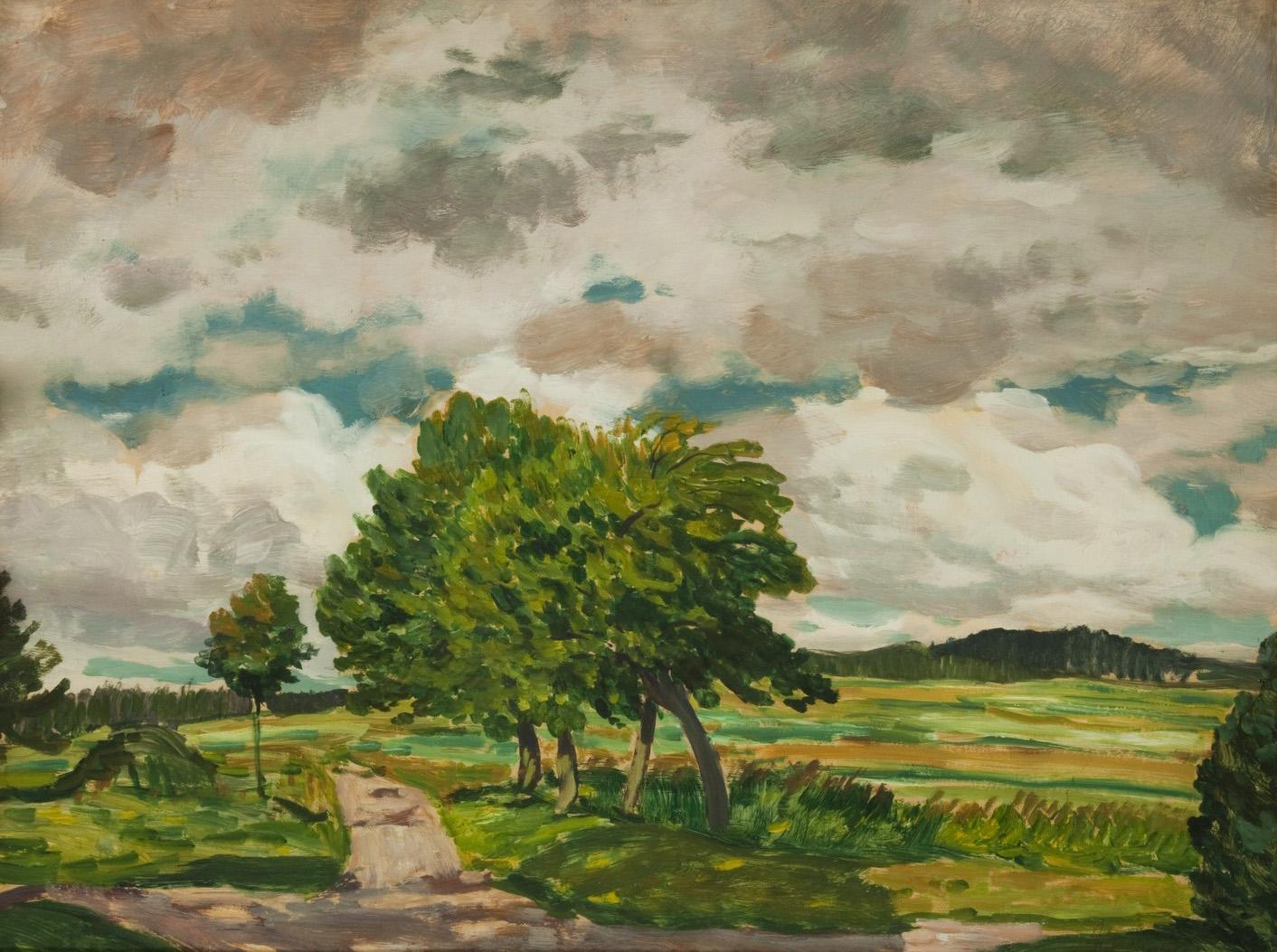
Bäume am Weg

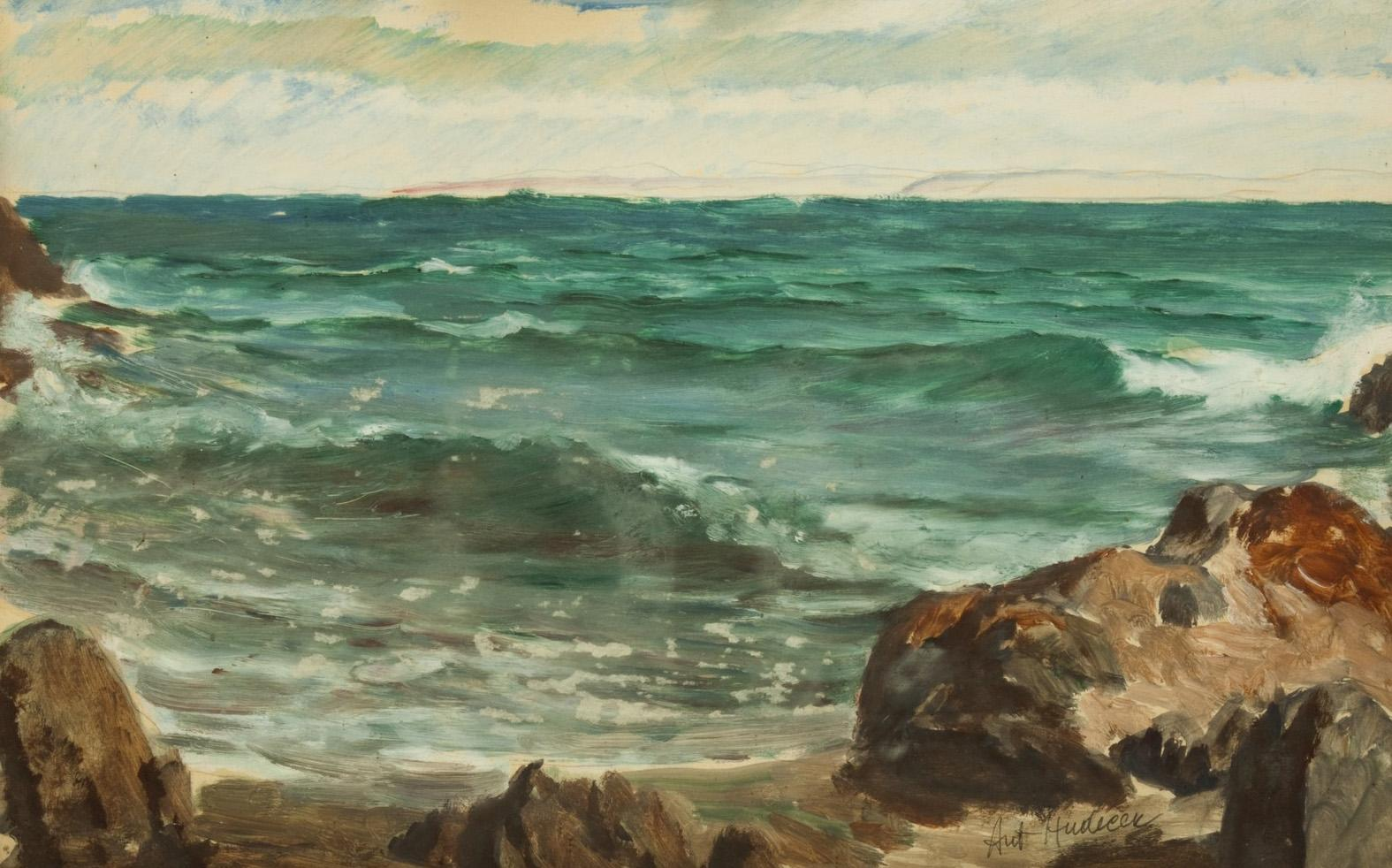
Meeresufer

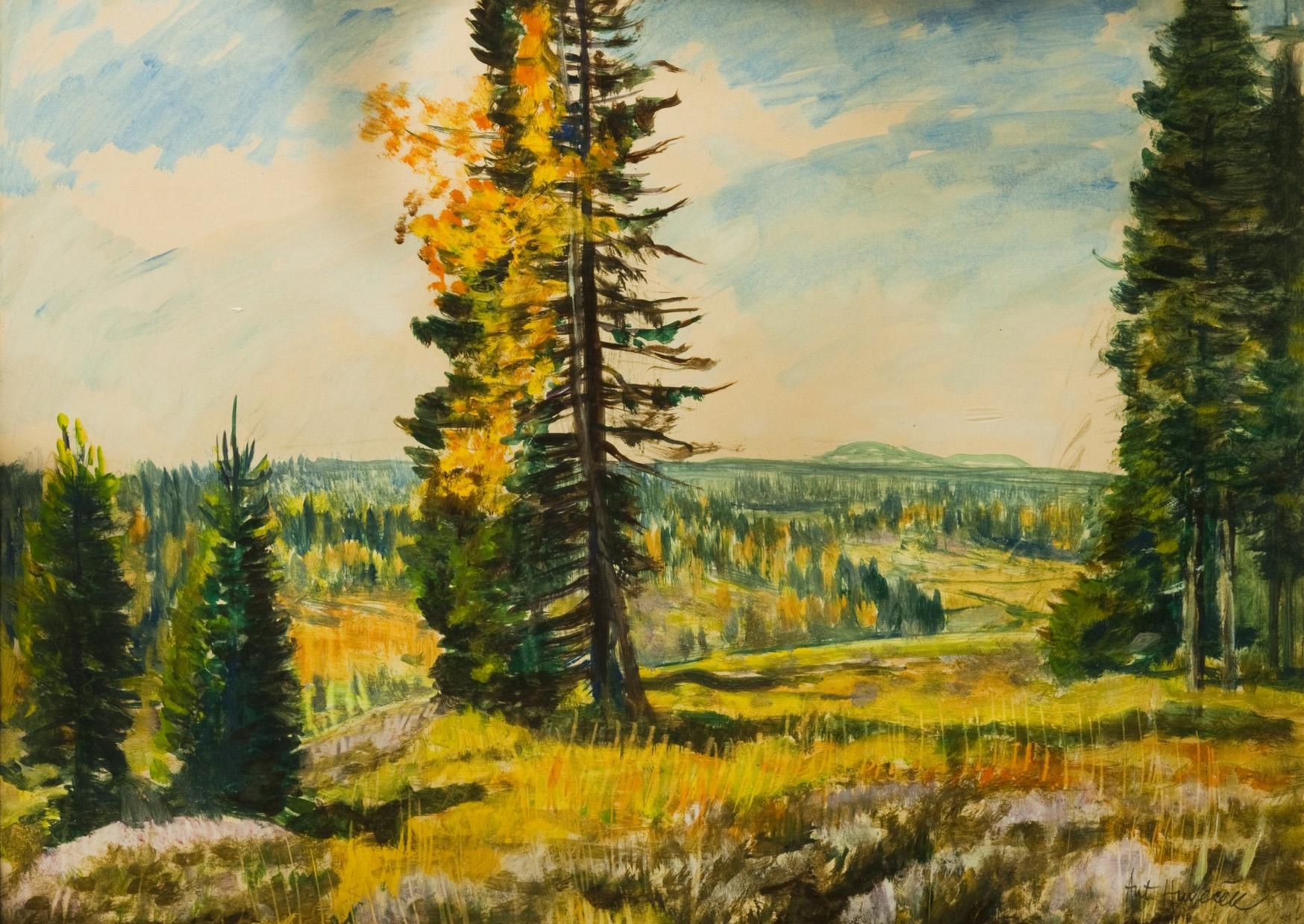
Herbstlandschaft

Im Jahr 1895 eröffnete er mit  Antonín Slavíček ein Atelier und schloss sich einer Künstlergruppe der Schüler des tschechischen Impressionisten Julius Mařák an. In dieser frühen Schaffensperiode malte er zahlreiche pointilistische Landschaften um Okoř, in die er mitunter Personen integrierte. Zahlreiche seiner Bilder entstanden als Freiluftmalerei. Im Jahr 1898 stellte er im Mánes Kunstverein, zwei Jahre später in Wien aus. Im Jahr 1902 unternahm Hudeček, gemeinsam mit Jan Preisler, eine Studienreise nach Italien. Nach seiner Rückkehr arbeitete er in Kolín und zeichnete einige Ansichten von Prag.
Im Jahr 1909 besuchte er zum zweiten Mal Italien. In Sizilien entstanden zahlreiche Gemälde von Meer- und Küstenlandschaften. Der zweite Italienaufenthalt sollte Hudeček künstlerisch entscheidend prägen. Sein Malstil ist in der zweiten Schaffensperiode durch eine kräftigere Pinselführung und einen expressiveren Ausdruck gekennzeichnet. Nach seiner Rückkehr wurde er von der Landschaft um Rychnovská, Police nad Metují und Kolín inspiriert, die er oft zeichnete.
In den nächsten Jahren unternahm Antonín Hudeček mehrere Studienreisen. Er besuchte 1914 und 1915 Rügen, 1916 die Alpen, in den Jahren 1920 und 1921 die Gegend um Banská Bystrica, die Hohe Tatra und Ende der 1920er Jahre die Karpaten. Seit 1927 lebte und arbeitete er in einer Villa in Častolovice. 1930 wurde Antonín Hudeček als ordentliches Mitglied der Tschechischen Akademie der Wissenschaften und Künste berufen. Mit seinem Sohn Jiři unternahm er 1931 eine weitere Studienreise nach Venedig.
Als Mitglied des Mánes-Kunstvereins beteiligte er sich regelmäßig an den Ausstellungen des Vereins, unter anderem auch an der Jubiläumsausstellung 1922 im Gemeindehaus in Prag. Darüber hinaus stellte er seine Gemälde bereits zu Lebzeiten bei nationalen und internationalen Ausstellungen, u. a. in Berlin, Düsseldorf, München, Paris, Rom, Venedig und Chicago aus.
Nach seinem Tod werden seine Werke regelmäßig in Retrospektiven gezeigt.  Zahlreiche tschechische Galerien, wie die Prager Nationalgalerie, das Kunstmuseum in Olomouc und auch die Moderne Galerie in Wien besitzen Gemälde des Künstlers.
Der Kunstmäzen August Švagrovský sammelte die Werke von Antonín Hudeček. Tschechische Galerien konnten aus dem Nachlass des Kunstsammlers einige Werke für ihre Sammlungen erwerben.

## Werke (Auswahl)
- Bach im Sonnenschein, 1897
- Bei Okoř, 1898
- Blumenrabatte mit Sommerflor, 1898
- Abendstille, 1900
- Weiblicher Akt, Flieder flückend, 1900
- Herbstabend, 1901
- Psyche, 1901
- Prager Stadtansicht im Winter, 1906
- Sommernachmittag, 1906
- Weibliche Nackte am See, 1909
- Im Wald, 1910
- Landschaft mit Kirche, 1910
- Im Schloßpark, 1910
- Bauernhäuser, 1910
- Herbst, 1910
- Einsamkeit in den Bergen, 1910
- Aus dem Orlitzgebirge, 1910
- Im Waldesinnern, 1911
- Blumen, 1912
- Herbstlandschaft, 1913
- Begräbnis, 1913/1914
- Moorlandschaft, 1915
- Päonien, 1920
- Špania Dolina, 1920
- Frühling in Lany, 1920
- Fluss  Bělá, 1920
- Tyskirche in der Karpatenukraine, 1927
- Magnolie, 1929/30
- Ischia - Ponte, Castello Aragonese, 1930
- Teich Vraz bei Pisek, 1933
- Blühende Wiese, 1933
- Nový Bydžov, 1937
- Der jüdische Friedhof in Nový Bydžov, 1937
- Platz in Nový Bydžov, 1937
- Pinien auf einem Damm, 1937
- Blühende Astern, 1940